# Liste des monuments historiques de Hoeilaart
Cette page regroupe l'ensemble des monuments classés de la ville belge de Hoeilaart.
| Objet                                           | Statut du classement?                     | Année de construction/architecte | Section communale | Adresse                      | Coordonnées                      | Numéro d'inventaire | Illustration                   |
| ----------------------------------------------- | ----------------------------------------- | -------------------------------- | ----------------- | ---------------------------- | -------------------------------- | ------------------- | ------------------------------ |
| (nl) Parochiekerk Sint-Clemens                  |                                           |                                  | Hoeilaart         | Gemeenteplein                | 50° 46′ 05″ nord, 4° 28′ 20″ est | 39784               | (nl) Parochiekerk Sint-Clemens |
| (nl) Gemeentehuis                               |                                           |                                  | Hoeilaart         | Jan van Ruusbroecpark        | 50° 45′ 57″ nord, 4° 28′ 23″ est | 39785               | (nl) Gemeentehuis              |
| (nl) Voormalige kasteelhoeve                    | OB000381                                  |                                  | Hoeilaart         | Willem Eggerickxstraat 4-6   | 50° 45′ 58″ nord, 4° 28′ 24″ est | 39786               | (nl) Voormalige kasteelhoeve   |
| (nl) Voormalige kasteelhoeve                    | OB000381                                  |                                  | Hoeilaart         | Willem Eggerickxstraat 8     | 50° 45′ 58″ nord, 4° 28′ 24″ est | 39786               | (nl) Voormalige kasteelhoeve   |
| (nl) Voormalige kasteelhoeve                    | OB000381                                  |                                  | Hoeilaart         | Willem Eggerickxstraat 10-12 | 50° 45′ 58″ nord, 4° 28′ 24″ est | 39786               | (nl) Voormalige kasteelhoeve   |
| (nl) Boerenhuis                                 |                                           |                                  | Hoeilaart         | Koedaalstraat 7              | 50° 46′ 17″ nord, 4° 28′ 53″ est | 39789               | Téléverser                     |
| (nl) Kapel Onze-Lieve-Vrouw-Willerieken         |                                           |                                  | Hoeilaart         | Welriekendedreef             | 50° 46′ 57″ nord, 4° 27′ 06″ est | 39791               | Téléverser                     |
| Prieuré de Groenendael                          | OB000820 · OB001263 · OB001265 · OB001266 |                                  | Hoeilaart         | Duboislaan 1                 | 50° 45′ 57″ nord, 4° 26′ 09″ est | 39792               | Téléverser                     |
| Prieuré de Groenendael                          | OB000820 · OB001262 · OB001267            |                                  | Hoeilaart         | Joannes Ruysbroeckweg 1      | 50° 45′ 57″ nord, 4° 26′ 09″ est | 39792               | Téléverser                     |
| (nl) Pachthoeve, heden museum                   | OB000820 · OB001264                       |                                  | Hoeilaart         | Duboislaan 2                 | 50° 46′ 07″ nord, 4° 26′ 30″ est | 39793               | Téléverser                     |
| (nl) Pachthoeve, heden museum                   | OB000820 · OB001264                       |                                  | Hoeilaart         | Duboislaan 4                 | 50° 46′ 07″ nord, 4° 26′ 30″ est | 39793               | Téléverser                     |
| (nl) Hoeve "Hof ten Trappen"                    | OB001023                                  |                                  | Hoeilaart         | Hoevelaan                    |                                  | 200185              | Téléverser                     |
| Gare de Groenendael                             | OB001022                                  |                                  | Hoeilaart         | Varkensgatweg                |                                  | 200186              | Téléverser                     |
| (nl) Tramstation buurtlijn Overijse-Groenendaal | OB001197                                  |                                  | Hoeilaart         | Albert Biesmanslaan 1        |                                  | 200187              | Téléverser                     |